# Éliane Loneux
Éliane Loneux, née le 6 mai 1926 à Argenteuil et morte le 6 janvier 2022 à Neuville-sur-Oise, est une sauteuse en longueur française. 

## Biographie
Elle participe aux Jeux olympiques d'été de 1952 à Helsinki ; elle est éliminée en qualifications, terminant 28e.
Elle est sacrée championne de France en 1952 en saut en longueur.